# Herr Seele
Peter Van Heirseele dit Herr Seele, né le 13 avril 1959 à Thourout (Flandre-Occidentale), est un auteur de bande dessinée et peintre belge néerlandophone.
Il est surtout connu pour la bande dessinée d'humour absurde Cowboy Henk, scénarisée par Kamagurka.

## Biographie

### Jeunesse
Peter Van Heirseele naît le 13 avril 1959 à Thourout,. Il est issu d'une famille dont le père Georges est employé de bureau et la mère Odette Pannecoucke est peintre professionnelle. Il grandit près de son frère aîné Hans (25 février 1957) et sa sœur Mieke (1963). Sa grand-mère maternelle Valerie Haesaert gagna un concours national pour peintres amateurs. Il n'a pas connu son grand-père Theophiel Pannecoucke, exécuté pendant la Seconde Guerre mondiale. La maison familiale est située dans le quartier du Bon Pasteur donnant sur les champs.
Il étudie à l'Académie royale des beaux-arts de Gand, où il reçoit l'enseignement de Paul Cuvelier  et a pour condisciple Kamagurka. Van Heirseele ne termine pas ses études d'art, par contre il obtient son diplôme d'accordeur de piano au collège de la ville galloise d'Ystrad Mynach, non loin de la ville de Caerphilly. Puis, à Florence, en Italie, Van Heirseele ajoute un diplôme en rénovation de piano à ses références. De retour en Belgique, il s'installe dans la ville côtière d'Ostende, autrefois le port d'attache de l'un des peintres expressionnistes préférés James Ensor. Ensuite, Van Heirseele ouvre son propre magasin de rénovation de pianos.

### Avec Kamagurka
Herr Seele crée avec Kamagurka Cowboy Henk, encore dénommé Maurice le cow-boy, à l’humour absurde et provocateur qui est publié notamment dans L'Écho des savanes, Psikopat, Strips, Fluide glacial en 1981 et Hara-Kiri pendant cinq ans. Cette bande dessinée est également traduite et publiée aux Pays-Bas, en Allemagne, en Scandinavie et aux États-Unis.
En 2014, il dessine Histoire de la Belgique sur un scénario de Kamagurka dans la collection « Amphigouri » aux éditions Frémok.
Comme dessinateur de presse, il publie dans divers journaux belges et hollandais.
Herr Seele, rendu immensément populaire grâce à la bande dessinée Cowboy Henk, et plusieurs décennies d'émissions de télévision et de spectacle théâtraux avec son complice Kamagurka, est un Janus artistique.
L'artiste participe à de nombreuses expositions tant à Belgique qu'à l'étranger : Allemagne, Espagne, Finlande, France, Pays-Bas, Portugal, Suisse, Turquie.
Lors d'une interview accordée au journal De Zondag (nl) en 2018, il se définit comme fou et génial.
Outre ses activités artistiques, Herr Seele est connu comme musicologue, spécialiste du piano du XIXe siècle et collectionneur de pianos historiques dont la collection compte 200 pièces.

### Vie privée

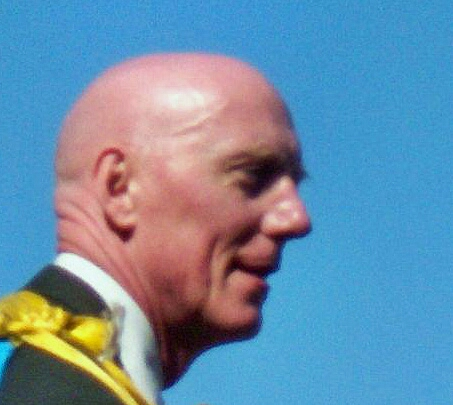

Herr Seele vit à Ostende. Il se marie en 2019 à l'écrivaine Katia Belloy. Auparavant, il était marié depuis dix-sept ans. Il est adepte de macrobiotique.

## Œuvre

### Albums de bande dessinée en français
Albums
- Kamagurka et Herr Seele, Maurice le cowboy, t. 1, Éditions Albin Michel, coll. « Cowboy Henk », 1986, 54 p. (ISBN 2-226-02723-8)
- Kamagurka et Herr Seele, Cowboy Henk[18],[19], t. 2, Montreuil (Seine-Saint-Denis), Frémok, coll. « Cowboy Henk », 2013, 106 p. (ISBN 978-2-930204-70-3, présentation en ligne)
- Kamagurka et Herr Seele, Histoire de la Belgique[8] (pour tous), t. 3, Montreuil (Seine-Saint-Denis), Frémok, coll. « Amphigouri », 2014, 80 p. (ISBN 978-2-930204-76-5, présentation en ligne)
- Kamagurka et Herr Seele, L'Art actuel[20], t. 4, Frémok, coll. « Cowboy Henk », 2015, 2015 p. (ISBN 978-2-930204-90-1, présentation en ligne)
- Kamagurka et Herr Seele, Cowboy Henk et le gang des offreurs de chevaux, t. 5, Frémok, coll. « Cowboy Henk », 2017 (ISBN 978-2-39022-006-0, présentation en ligne)
- 5. La Nouvelle Blague[21], Frémok, coll. « Amphigouri », Bruxelles, 24 octobre 2024
Scénario : Herr Seele - Dessin : Kamagurka - Couleurs : Émilie Gleason -  (ISBN 978-2-390-22047-3) — Traduction : Antoine Boute.

### Expositions

#### Expositions individuelles

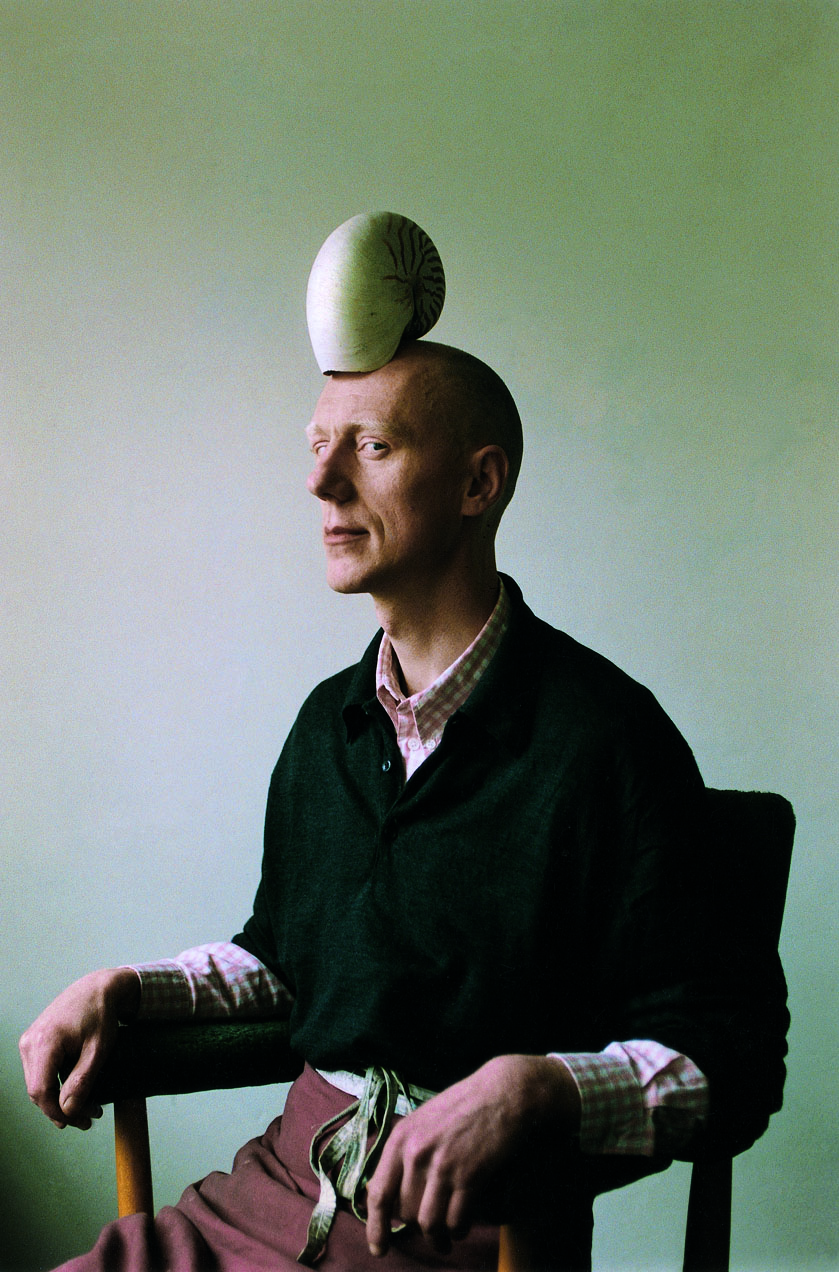

- 1996 : Cowboy Henk ainsi que dessins et peintures, Musée d'Art à la mer, Ostende du 6 avril au 12 juin 1996[22] ;
- 2005 : Among the people[23],[24], Het Zwart Huis, Knokke-Heist du 7 août au 4 septembre 2005 ;
- 2013 : 
  - Cowboy Henk, Rencontres du 9e art, Aix-en-Provence, avril[25] ;
  - Rencontres d'Arles[26] ;
- 2017 : Cowboy Henk, Festival international de bande dessinée de Lausanne en septembre[27] ;
- 2022 : Het schilderende doek [« La toile de peinture »], Galerie d'art Fondation Pim De Rudder, Assenede[28].
- Herr Seele et Kamagurka[29], Galerie Martel, Paris du 8 mars au 26 avril 2025.

#### Expositions collectives
- Regards croisés de la bande dessinée belge, Musées royaux des Beaux-Arts de Belgique, Bruxelles, du 27 mars au 30 juin 2009[30],[31] ;
- De Wereld van de strips in originelen[32], Parlement flamand, Bruxelles du 16 mai au 10 juillet 2013.
- Marginalia Dans le secret des collections de bande dessinée au NNNM, Villa Sauber à Monaco du 1er avril au 26 septembre 2021[33],[34].
- Humo-isme[35], Villa Volta, Ostende du 13 juin au 2 novembre 2025.

#### Commissariat d'exposition
En juin 2011, il le Commissaire d'exposition d'Une journée à la mer tenue au centre culturel de Bredene où il est invite Ever Meulen, Kim Duchateau, Gert Dooreman, Jan Van Der Veken et Marec, et son concitoyen Conz entre autres à exposer leurs peintures.

## Prix et distinctions
- 2014 :  prix du patrimoine au Festival d'Angoulême 2014 avec Kamagurka pour Cowboy Henk[36].

#### Livres
: document utilisé comme source pour la rédaction de cet article.
- Pascal Lefèvre et Patrick Van Gompel, La Nouvelle BD flamande, Berchem, Fonds flamand des lettres, 2003, 56 p., ill. ; 17 cm (OCLC 902348799, présentation en ligne).
- (nl) Jan Hoet et Dany Vandenbossche, « Herr Seele », dans De wereld van de strips in originelen [« Le Monde de la bande dessinée en originaux »], Bruxelles, Vlaams Parlement, 2013, 68 p., PDF (OCLC 901366732, lire en ligne), p. 26.

#### Périodiques
- Nicolas Tellop, « Herr Seele et Kamagurka, iconolâtres du rire », Bédéphile, no 3,‎ septembre 2017, p. 140-147 (ISBN 9782882504753).

#### Articles
- Kamagurka et Herr Seele (interviewés par Didier Pasamonik), « Interviews : Kamagurka et Herr Seele, les créateurs déjantés du Cow Boy Henk [Vidéo] », ActuaBD,‎ 9 avril 2025 (lire en ligne, consulté le 9 avril 2025).

### Émissions de radio
- Juin 2014 - Herr Seele sur radio.grandpapier.org, invité : Herr Seele à partir de (1 h 4 min 10 s), 18 juin 2014.